# Карлос Кастанеда
Карлос Кастанеда (25. децембар 1925—27. април 1998) био је амерички аутор са докторском дисертацијом из антропологије. Почевши од Учења Дон Хуана 1968. године, Кастанеда је написао серију књига које описују његову обуку у шаманизму, нарочито у племену Толтека. Књиге, писане у првом лицу, описују његово искуство под менторством Јаки "човека од знања" названог дон Хуан Матус. Његових 12 књига су продате у више од 28 милиона примерака на 17 језика. Критичари сугеришу да су у питању фиктивна дела; присталице тврде да су књиге истините или да су у најмању руку вредна филозофска дела која описују праксу која подиже ниво свести о енергији, постојању и световима који постоје ван опажајног поља већине људи на овој планети. Кастанеда се повукао из јавности 1973. године, да би наставио рад на унутрашњем развоју, у својој великој кући у Вествуду, у Калифорнији, са тројицом колега, које је назвао "Пријатељи свести". Основао је Клиргрин, организацију за промоцију Тенсгритија. У питању је термин који је Кастанеда користио да опише модерну верзију "магичних покрета" шамана старог Мексика. "Магични покрети" подразумевају покрете тела у стањима сна, који повећавају моћ перцепције и који су откривени од стране шамана из истог племена као и дон Хуан.

### Младост
Кастанеда се почетком педесетих година, 20. века преселио у Сједињене Америчке Државе и добио држављанство 21. јуна 1957. године. Студирао је на Универзитету у Калифорнији. Оженио је Маргарет Ранијан, 1960. године. Не постоје тачни подаци о томе да ли су се Карлос и Маргарет развели 1960. или 1973. године, или се нису ни разводили, док у његовом изводу из књиге умрлих нема ни информације да је био ожењен.

### Каријера
Прве три Кастанедине књиге - "Учење Дон Хуана - знање Индијанаца Јаки", "Одвојена стварност" и "Пут у Иштлан", су написане још док је био студент. Написао је ове књиге као истраживачки дневник у ком описује време проведено код "човека од знања", односно дон Хуан Матуса, Јаки Индијанца из северног Мексика. Кастанеда је на основу рада на овим књигама стекао докторску диплому.
Његова четврта књига, која објављује крај учења код дон Хуана, "Приче о моћи", објављена је 1974. године. Кастанеда је и даље остао популаран у читалачкој јавности, уз повремене публикације које су откривале даље аспекте његовог учења код "човека од знања". Кастанеда је написао да је дон Хуан у њему видео нагуала и пророка свог племена. Дон Хуан је користио термин нагуал да означи и део перцепције који припада пољу непознатог, али доступног људима, имплицирајући да је за своје саплеменике управо он веза са непознатим. Често је ово непознато поље називао "неуобичајена стварност".
У антропологији, термин нагуал се користи да означи шамана или чаробњака, који тврди да има способности трансформације у животињски облик или метафоричке промене у другу форму, уз магичне ритуале, шаманизам и конзумирање психоактивних дрога (пејотл и татула).
Иако је Кастанеда био познат у културним круговима, ретко се појављивао на јавним окупљањима. Био је предмет чланка часописа Тајм из 1973. године, који га је описао као апсолутну енигму. У току дискусије о несугласицама у његовој биографији, са саговорницом Сандром Бартон, Кастанеда је изјавио:
"Питати ме да верификујем свој живот давањем статистичких података, исто је што и користити науку за образложење чаролије. Тако се од света и од свих нас краде магија."
Саговорник је написао:
"Кастанеда чини да читалац осети подрхтавање лишћа у сумрак и мистериозне ветрове на себи, да доживи сваки мирис и чује сваки звук, да осети чистоту другог начина живота, сиров мирис текиле, влакнасти укус пејотла, прашину у ауту, ударање крила током лета вране. Он ствара једно стабилно окружење, испуњено анимистичким симболизмом. Све ово доприноси чистијој слици чудних догађаја које је описао."
Након овог интервјуа, Кастанеда се повукао из јавности. Поново је почео да се појављује у јавности 1990. године, у циљу промовисања Тенсгритија, а 16. јуна 1995. године, настао је Клиргрин Инкорпорејтед, који и данас организује радионице и издаје сертификате предавачима Тенсгритија.

### Смрт
Кастанеда је умро 27. априла 1998. године. Није било јавне церемоније, кремиран је и његов пепео је послат у Мексико. О томе, јавност није била обавештена до појаве вести о његовој смрти скоро два месеца касније.

### Дела
- Учење Дон Хуана - Знање Индијанаца Јаки, 1968
- Одвојена стварност, 1971
- Пут у Иштлан, 1972
- Приче о моћи, 1974
- Други круг моћи, 1977
- Орлов дар, 1981
- Унутрашња ватра, 1984
- Моћ тишине, 1987
- Уметност сањања, 1993
- Магични покрети, 1998
- Точак времена, 1998
- Активна страна бескраја, 1999